# Кульова блискавка (фільм)
«Кульова блискавка» (англ. Thunderball) — 4-й фільм про англійського суперагента Джеймса Бонда. Екранізація однойменного роману Яна Флемінга. Фільм отримав премію «Оскар» в номінації «Найкращі візуальні ефекти».

## Сюжет
Терористичне угрупування СПЕКТР, на чолі з «номером першим» Блофельдом і «номером другим» Еміліо Ларго, викрадає бомбардувальник НАТО з двома ядерними боєголовками на борту в рамках операції «Кульова блискавка». Терористи вимагають від уряду Великої Британії виплатити велику суму грошей алмазами, загрожуючи знищити два будь-які великі міста. Англійська спецслужба МІ-6 посилає агента 007 Джеймса Бонда на Багами, де, ймовірно, СПЕКТР ховає атомні бомби. У результаті Бонд, за допомогою італійки Доміно, зриває плани СПЕКТРа і вбиває Ларго. Блофельду вдається сховатися.

## В ролях
- Шон Коннері — Джеймс Бонд
- Клодін Оже — Домінік (Доміно) Дерваль
- Адольфо Челі — Еміліо Ларго (другий номер)
- Лучана Палуцці — Фіона Вольпе
- Бернард Лі — M
- Лоїс Максвелл — міс Маніпенні
- Десмонд Ллевелін — Q
- Рік Ван Нуттер — Фелікс Лейтер
- Гай Долмен — граф Ліппе
- Пол Стассіно — Франсуа Дерваль/Анджело Палацці
- Філіп Лок — Варгас
- Джордж Правда — Владислав Куц
- Мартін Бесвік — Пола Каплан
- Моллі Пітерс — Патріція Фірінг
- Ентоні Доусон — Ернст Ставро Блофельд
- Ерл Камерон — Піндер